# Infest
Az Infest a kaliforniai, Papa Roach nevű rock együttes első, komolyabb sikert aratott 
albuma. Az album 2000. április 25-én jelent meg. 2000-ben az Infest, 20. volt a legtöbbet eladott lemezek közt az Amerikai Egyesült Államokban.

## Számok
1. "Infest" – 4:09
2. "Last Resort" – 3:19
3. "Broken Home" – 3:41
4. "Dead Cell" – 3:06
5. "Between Angels and Insects" – 3:54
6. "Blood Brothers" – 3:33
7. "Revenge" – 3:42
8. "Snakes" – 3:29
9. "Never Enough" – 3:35
10. "Binge" – 3:47
11. "Thrown Away" – 9:37

Megjegyzések:
- A Thrown Away című számban hallható a rejtett szám (hidden track), a Tightrope
- Az album "tiszta" változatára a Blood Brothers helyett a Legacy című szám került